# DON'T LOOK BACK/like a prayer
「DON'T LOOK BACK / like a prayer」（ドント・ルック・バック／ライク・ア・プレイアー）は、globeの21枚目のシングル。2000年11月22日にavex globeから発売された。

## 背景
globeにとって初となる両A面シングル。
「DON'T LOOK BACK」は日本テレビ系水曜ドラマ『ストレートニュース』のオープニングテーマに、「like a prayer」は前作に引き続き資生堂「AQUAIR水分ヘアパックシャンプー」CMソングに起用された。後者のCMにはKEIKOが本人出演している。

## 制作
「DON'T LOOK BACK」では、曲中にリック・ウェイクマンのハレルヤコーラスを彷彿させる展開が出てくる（イエスのライブ・アルバム『イエスソングス』に収録されている「Excerpts from "The Six Wives of Henry VIII"」にかなり近い）など、プログレッシブ・ロックの楽曲となっている。一方「like a prayer」では、今後のサウンドの主軸となるトランスが取り入れられている。
2曲に共通する楽曲のテーマは「男女の過去の恋愛の精算」であり、引きずっていてもいなくても前向きにどう「振り返らないか」を意識した。発表当時、小室哲哉は「今まで作った楽曲の中で、5本の指に入る1曲かもしれない」と答えている。タイアップ曲だが「その中で一つの曲として、一つの世界を作ろう」と考えていた。
小学生の時にヴァイオリンで練習した曲、今まで影響を受けたプログレッシブ・ロック・ハレルヤ等の宗教音楽・クラシック音楽等の数々の楽曲のメロディを引用する等、既存の楽曲をリミックスする感覚で制作された。
制作時、クイーンの「ボヘミアン・ラプソディ」を無意識にイメージしていて、KEIKOからも「クイーンみたい」と言われた。
「DON'T LOOK BACK」の再生時間は8分40秒であり、発売された時点ではglobeとして最も長いシングル曲であった。

## 収録曲
| 全作詞: 小室哲哉（RAP詞: MARC）、全作曲・編曲: 小室哲哉。 |                                       |                           |            |      |
| #                                                         | タイトル                              | 作詞                      | 作曲・編曲 | 時間 |
| 1.                                                        | 「DON'T LOOK BACK (TK Original Mix)」 | 小室哲哉 （RAP詞: MARC ） | 小室哲哉   | 8:40 |
| 2.                                                        | 「like a prayer (TK Original Mix)」   | 小室哲哉 （RAP詞: MARC ） | 小室哲哉   | 4:49 |
| 3.                                                        | 「like a prayer (77 Days Mix)」       | 小室哲哉 （RAP詞: MARC ） | 小室哲哉   | 5:34 |
| 4.                                                        | 「DON'T LOOK BACK (Instrumental)」    | 小室哲哉 （RAP詞: MARC ） | 小室哲哉   | 8:39 |
| 5.                                                        | 「DON'T LOOK BACK (Acapella)」        | 小室哲哉 （RAP詞: MARC ） | 小室哲哉   | 8:19 |
| 合計時間:                                                 | 合計時間:                             | 36:01                     |            |      |

クレジット
- Produced, Performed, Mixed, Remixed : 小室哲哉
- Guitars : 葛城哲哉

## 収録アルバム
DON'T LOOK BACK
- outernet（アルバムバージョン）
- 8 Years ～Many Classic Moments～（アルバムバージョンから間奏を一部カットしたテイク）
- globe decade -single history 1995-2004-

like a prayer
- outernet（アルバムバージョン）
- globe decade -single history 1995-2004-